# Achaea mezentia
Achaea mezentia is een vlinder uit de familie van de spinneruilen (Erebidae). De wetenschappelijke naam van deze soort is voor het eerst voorgesteld als Phalaena (Noctuae) mezentia door Caspar Stoll in een publicatie uit 1780.
De soort komt voor in Zuid-India en Sri Lanka.